# محمدعلی صفا
محمد علی صفا (۱۶ اسفندماه ۱۳۲۸–۴ آبان ۱۳۵۹) از تکاوران گردان تکاوران دریایی بوشهر بود. او در عملیات‌های نبرد خرمشهر، حصر آبادان، حضور داشته و در ۴ آبان ماه ۱۳۵۹ بر اثر اصابت ترکش جان خود را از دست داد.

## ورود به ارتش
وی در دی ماه ۱۳۴۳ وارد ارتش شد.

## یگان کماندوهای دریایی
وی در آزمون ورودی پایگاه کماندویی نیروی دریایی شرکت کرد. در این آزمون ۲۵۰ نفر از یگان‌های مختلف ارتش انتخاب شدند و به مدت ۱۸ ماه به تمرین پرداختند. صفا به عنوان نفر برتر در انجام عملیات‌های ویژه انتخاب شد و به همراه ۸ نفر دیگر برای ادامه دوره‌های آموزشی تخصصی کماندویی به پایگاه تکاوران دریایی پادشاهی انگلستان اعزام شد.
محمد علی صفا دوره‌های رزمی مختلف، دوره‌های چتربازی، دوره‌های تکمیلی تکاوری S.b.S ، دوره‌های شکار تانک، دوره‌های تخصصی تارزان، دوره‌های جنگ در (خشکی، هوا و آب) را با امتیاز عالی سپری کرد. تلاش‌های او موجب شد تا عنوان و مدرک تخصصی شکار تانک را از پایگاه معتبر تکاوران دریایی پادشاهی دریافت کند. وی به عنوان تکاور برتر، مقام برتر تکاوری ارتشیان جهان را از آن خود کرد. وی برای آموزش تخصصی انهدام ناوهای جنگی به پایگاه تکاوری جان. اف. کندی آمریکا اعزام شد و به عنوان اولین ایرانی مدرک تخصصی انهدام ناو جنگی را دریافت کرد.
صفا به دلیل شجاعت بسیاری که در دوره‌های آموزشی از خود نشان داد به دوره‌ای آموزشی زندگی در شرایط سخت به نام (Long hope) در جنگل‌های آمازون انتخاب شد.

## نبرد خرمشهر
در تاریخ ۳۱ شهریور ۵۹، به دنبال حمله رژیم بعث عراق به خرمشهر، نیروهای گردان تکاور ارتش ایران وارد این شهر شدند. این نیروها به همراه صفا در کمتر از ۱۰ ساعت به‌طور نفس‌گیر خرمشهر را به گورستان لشکرهای تانک‌های عراق درآورده و در همان روز خرمشهر را از اشغال ارتش بعثی عراق آزاد ساختند و مانع از پیشروی ارتش عراق به طرف آبادان شدند.
عراق در شهریور ماه ۱۳۵۹ با ظرفیت دو لشکر تانک با تمام تجهیزات به خرمشهر حمله کرد، در این نبرد بیش ۱۶۰ تانک عراق منهدم شد. صدام حسین پس از اشغال خرمشهر، خرمشهر را گورستان تانک‌های خود نامید.
در این نبرد ۱۳ ناوچه جنگی عراق غرق شد.

## فیلم
فیلم مستند زندگی‌نامه محمد علی صفا به همت مدیریت هنری اداره کل حفظ آثار و نشر ارزش‌های دفاع مقدس خراسان شمالی تولید شد.